# Alismatales
Ordre
Classification APG III (2009)
Les Alismatales forment un ordre de plantes monocotylédones, souvent marines, aquatiques ou des lieux humides. Certaines de ces espèces sont considérées comme espèces-ingénieur dans les zones humides.

## Taxonomie et classification
En classification classique ils comprennent 3 familles :
- Alismatacées, famille du Plantain d'eau et de la Sagittaire.
- Butomacées, famille du Jonc fleuri.
- Limnocharitacées.

En classification phylogénétique  APG II (2003) et APG III (2009), la composition est plus étendue.
L'APG III reconnait 13 familles (soit une de moins qu'en APG II) :
- ordre Alismatales
famille Alismataceae (incluant Limnocharitaceae de l'APG II)
famille Aponogetonaceae
famille Araceae
famille Butomaceae
famille Cymodoceaceae
famille Hydrocharitaceae
famille Juncaginaceae
famille Posidoniaceae
famille Potamogetonaceae
famille Ruppiaceae
famille Scheuchzeriaceae
famille Tofieldiaceae
famille Zosteraceae

| Selon BioLib (7 juillet 2021) : - famille Alismataceae Vent. - famille Aponogetonaceae J.G. Agardh - famille Araceae Juss. - famille Butomaceae L. C. Richard - famille Cymodoceaceae N. Taylor - famille Hydrocharitaceae Juss. - famille Juncaginaceae L. C. M. Richard - famille Maundiaceae Nakai - famille Posidoniaceae Hutchinson - famille Potamogetonaceae Reichenbach - famille Ruppiaceae Horaninow - famille Scheuchzeriaceae Rudolphi - famille Tofieldiaceae Takhtajan - famille Zosteraceae Dumortier | Selon World Register of Marine Species (7 juillet 2021) : - famille Alismataceae Vent. - famille Araceae - famille Butomaceae - famille Cymodoceaceae Vines, 1895 - famille Hydrocharitaceae Jussieu - famille Juncaginaceae - famille Lemnaceae Gray - famille Posidoniaceae Vines - famille Potamogetonaceae - famille Ruppiaceae - famille Zosteraceae Dumort. |

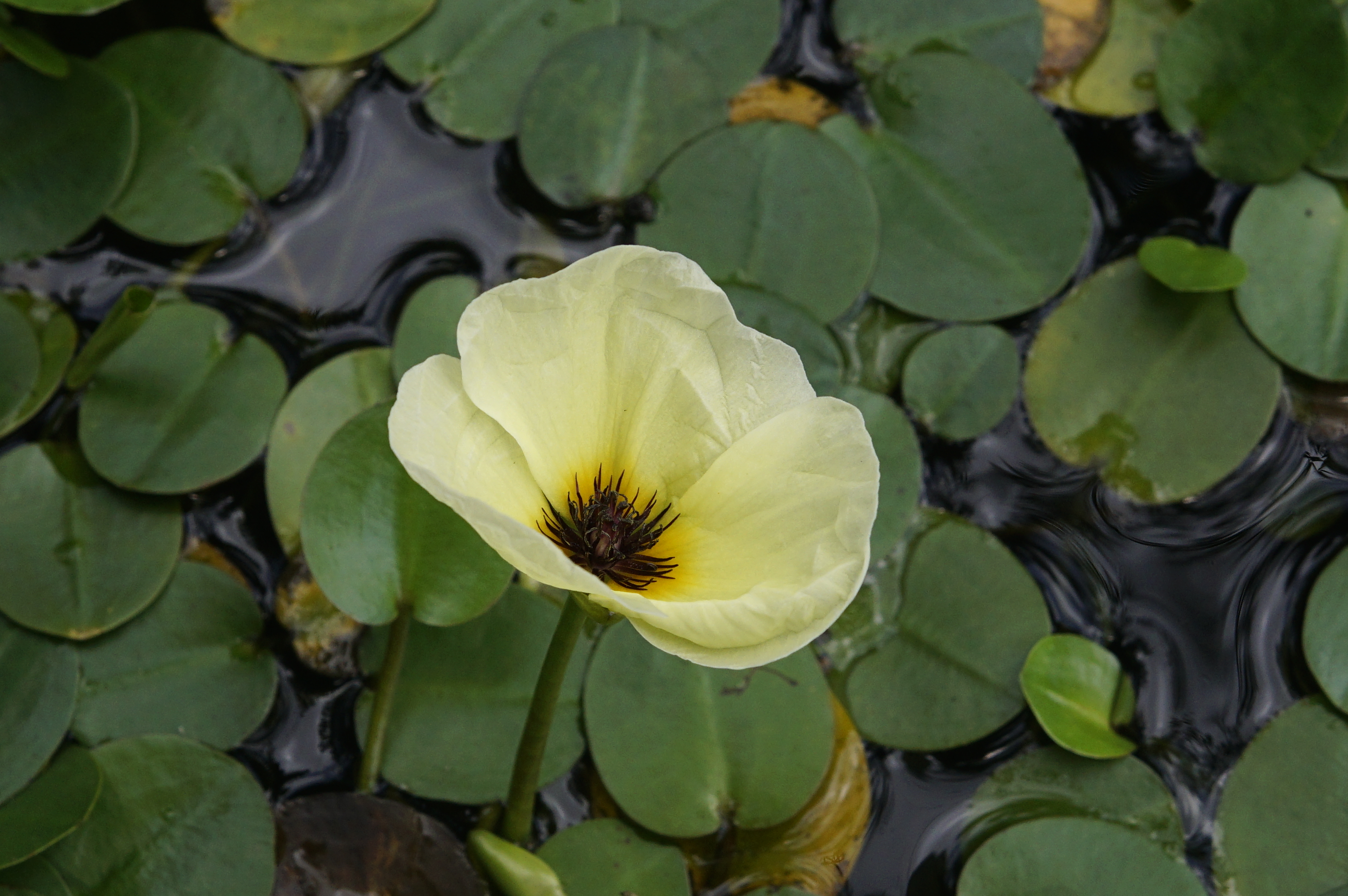
Hydrocleys nymphoides (Alismataceae)
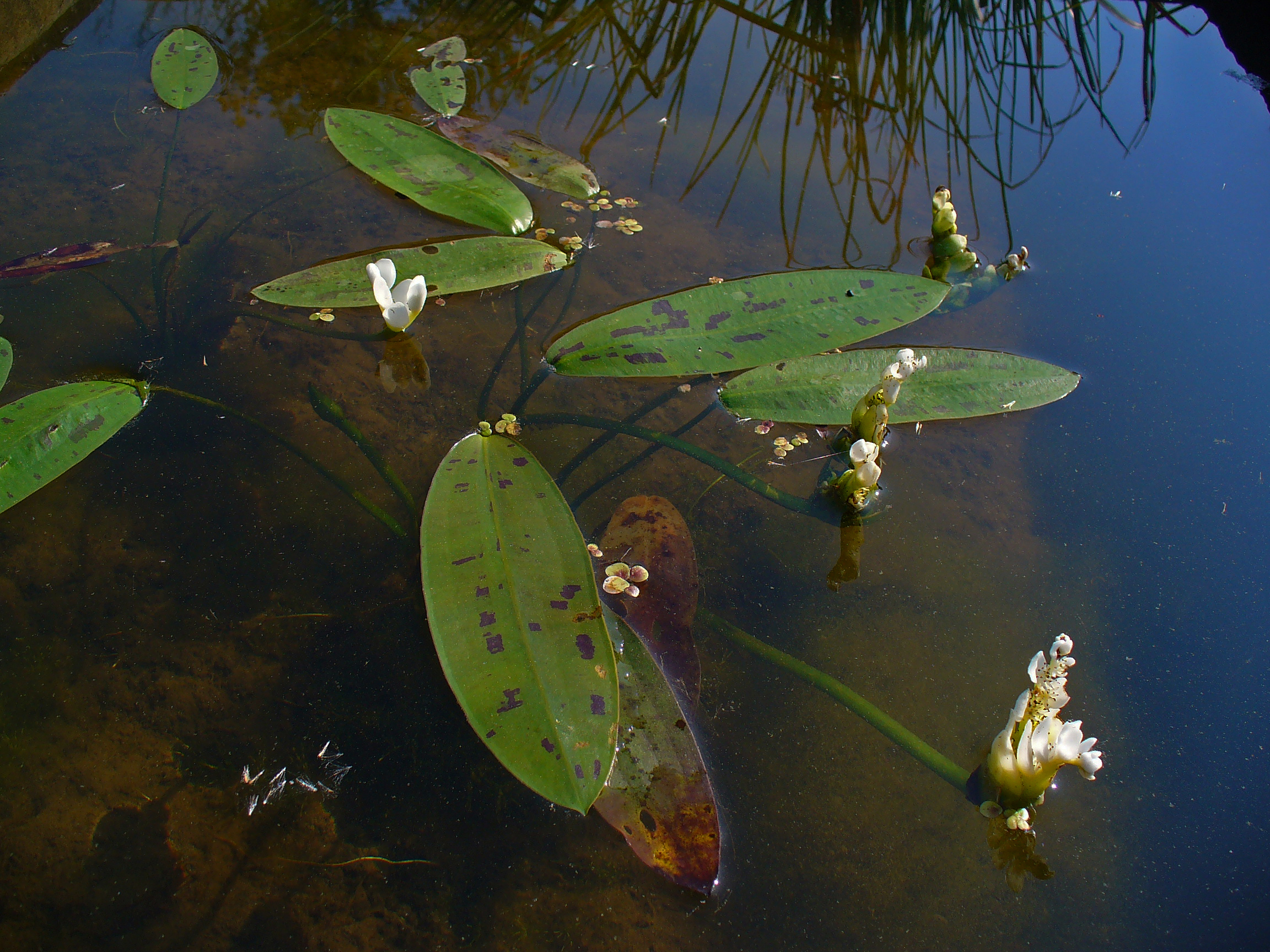
Aponogeton distachyos (Aponogetonaceae)
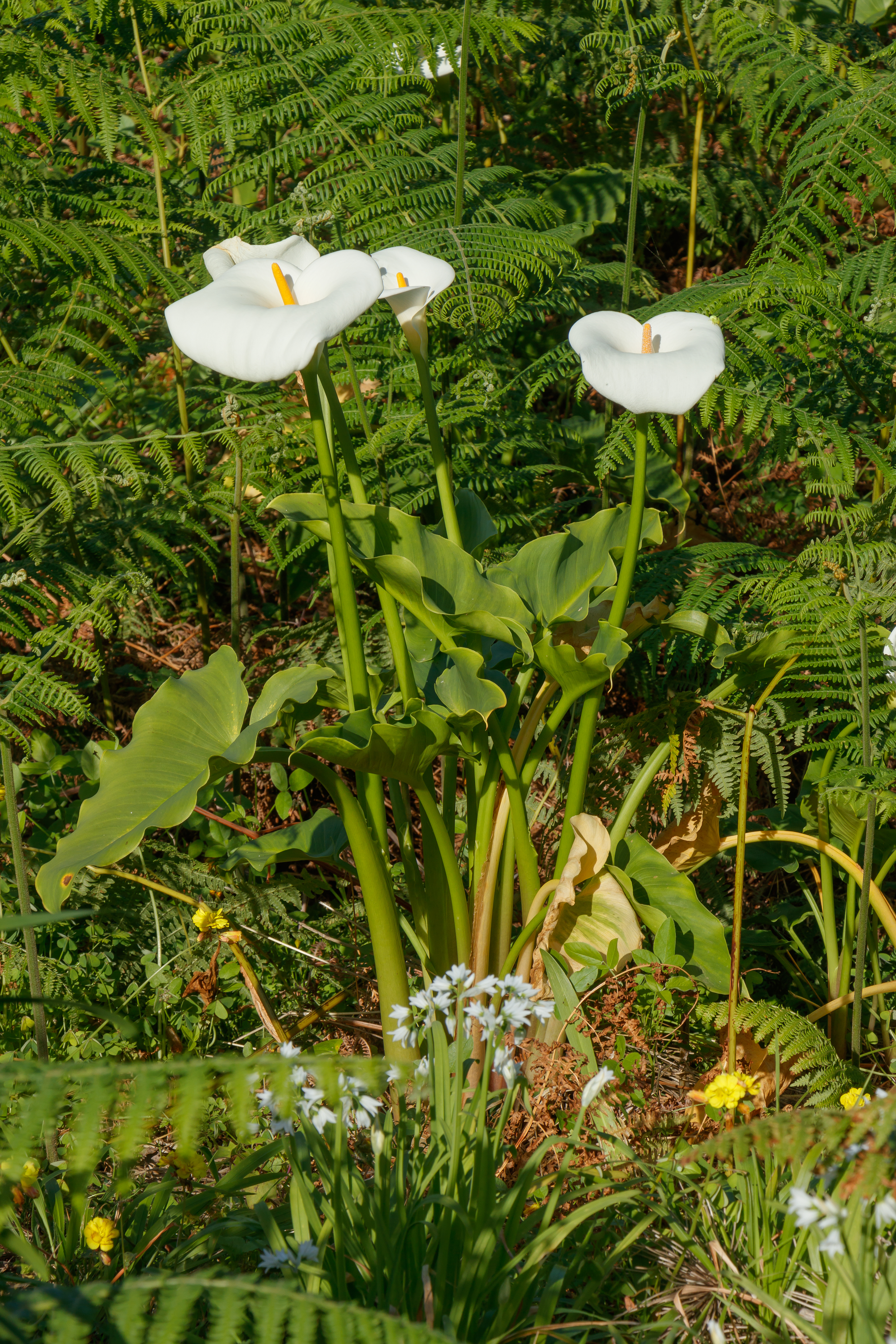
Zantedeschia aethiopica (Araceae)
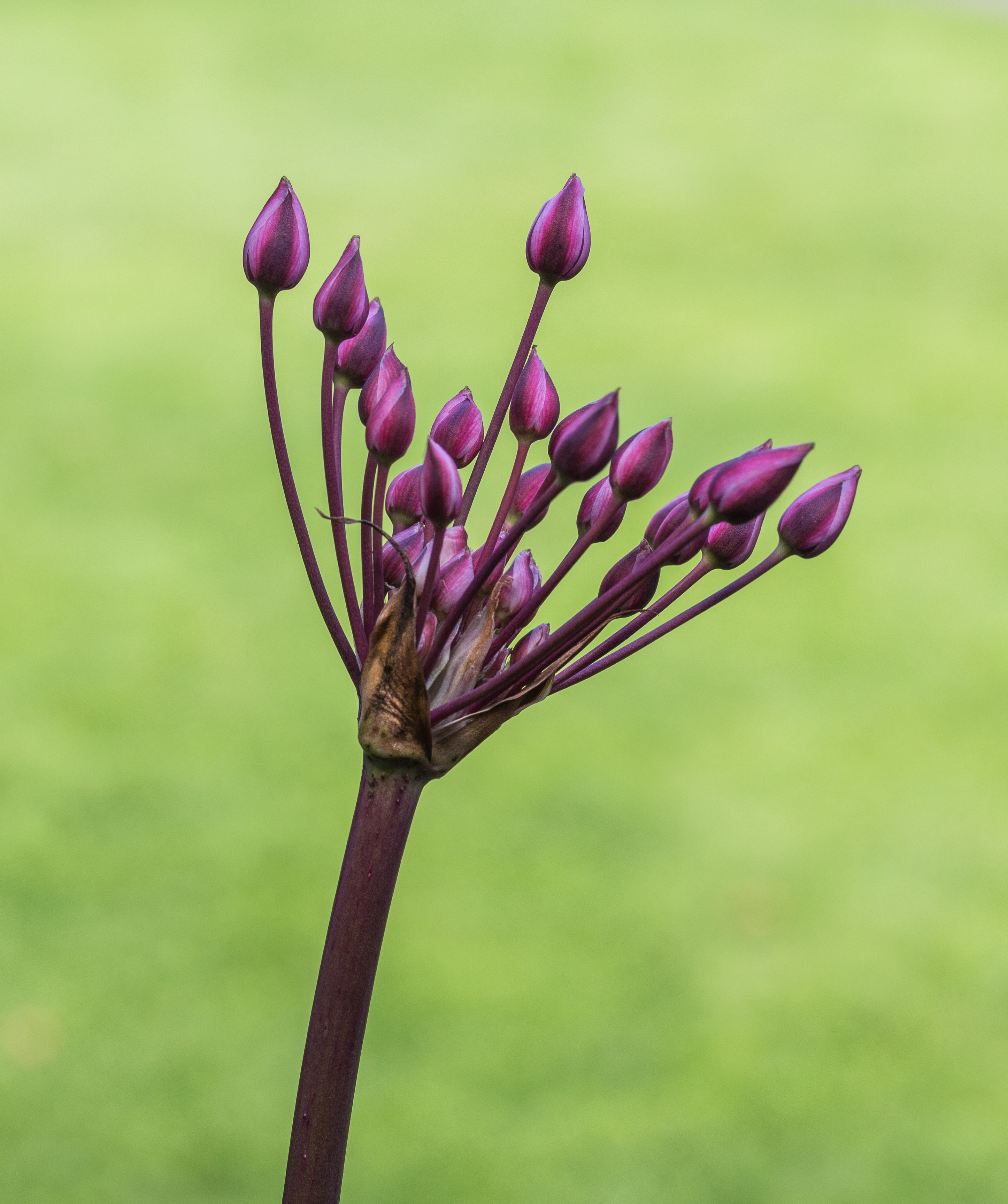
Butomus umbellatus (Butomaceae)
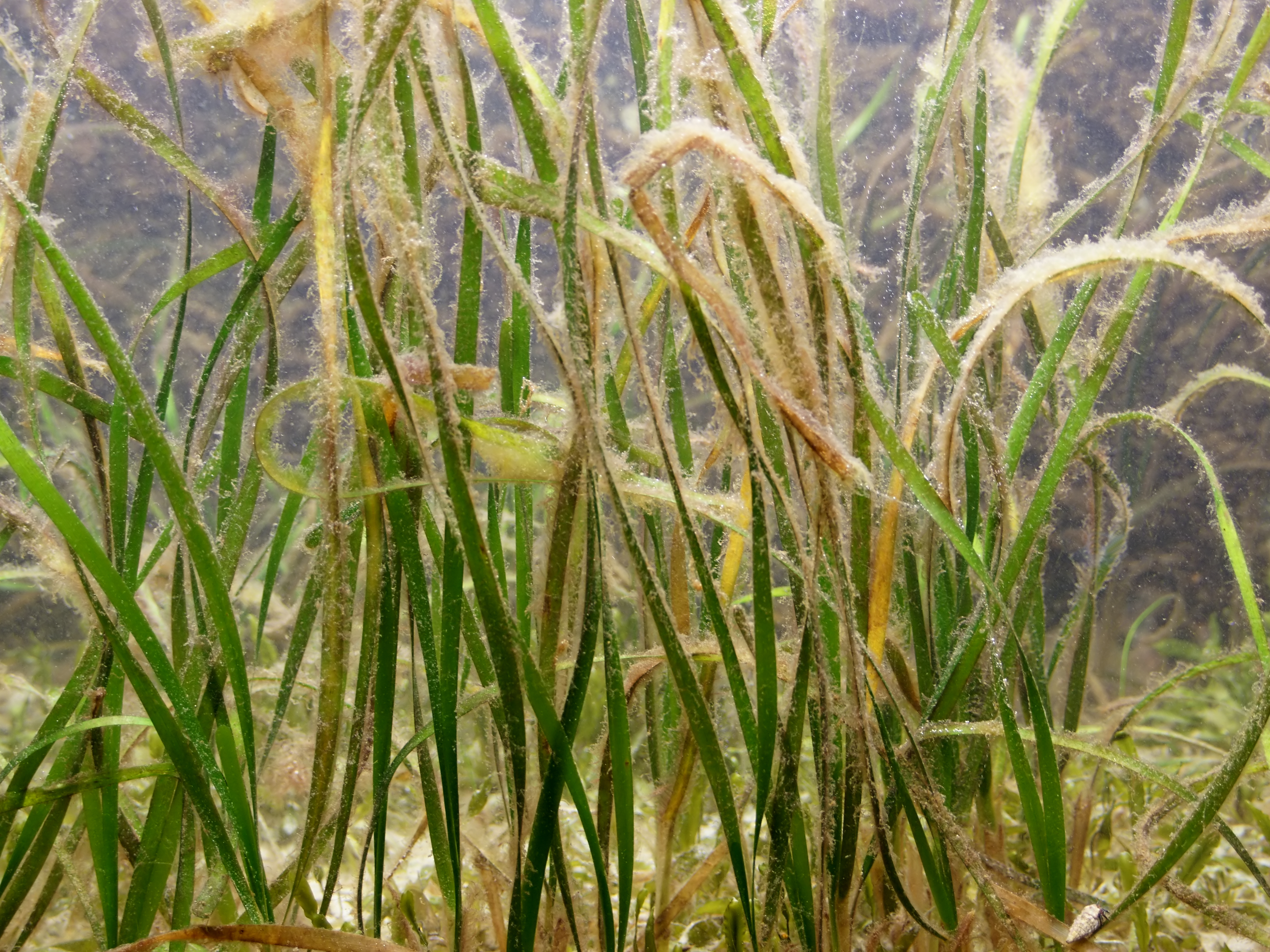
Halodule wrightii (Cymodoceaceae)
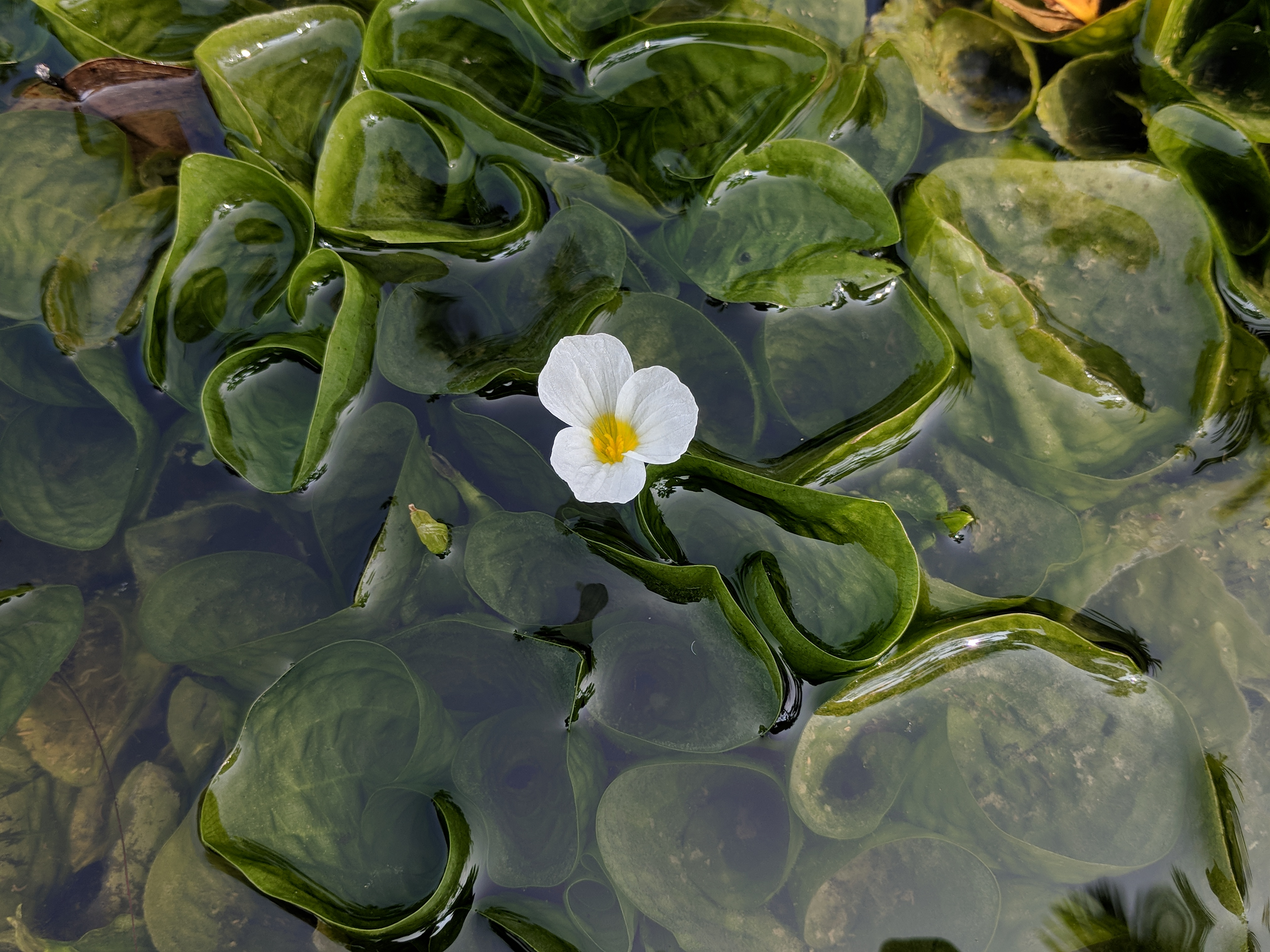
Ottelia alismoides (Hydrocharitaceae)
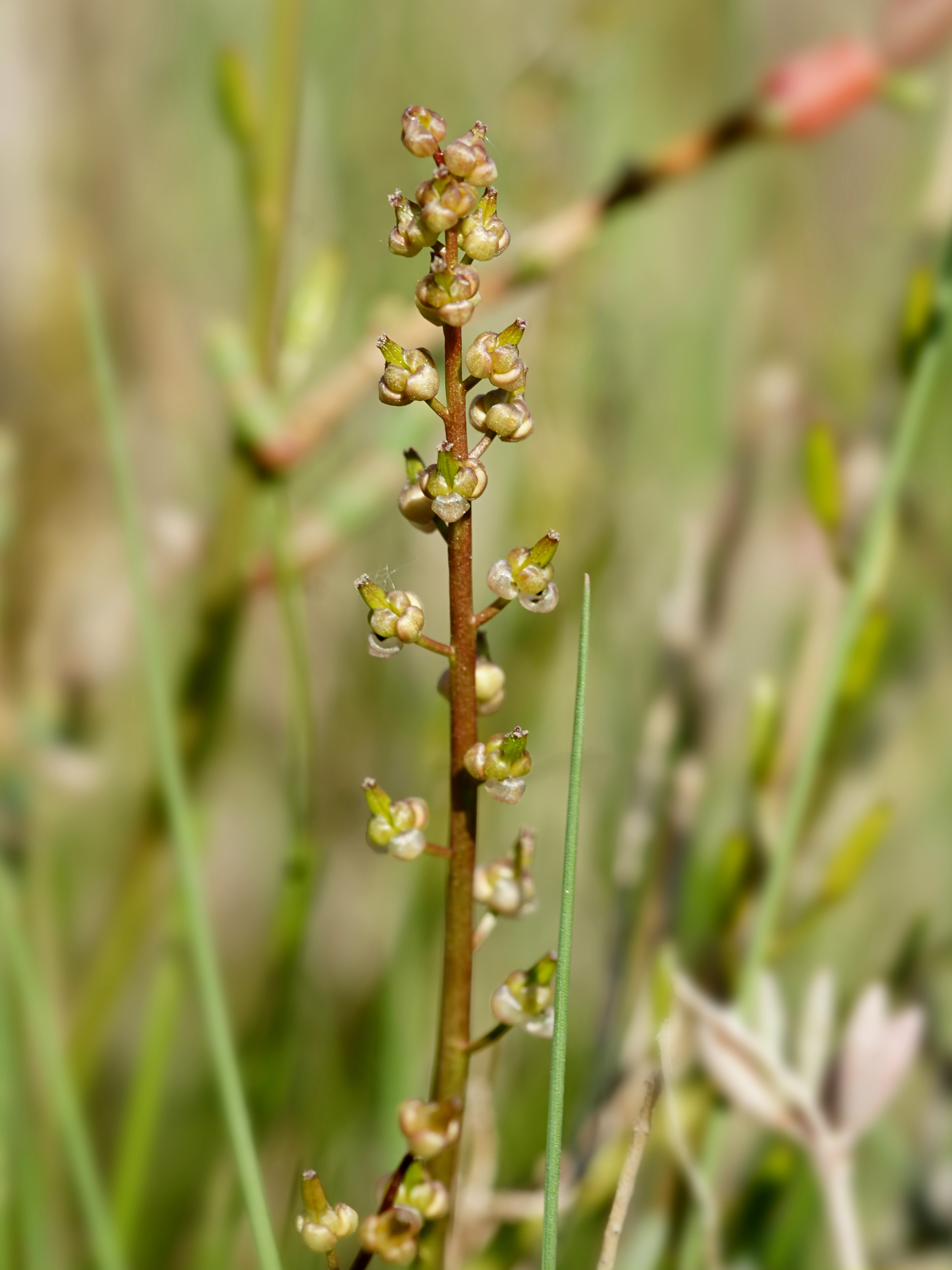
Triglochin barrelieri (Juncaginaceae)
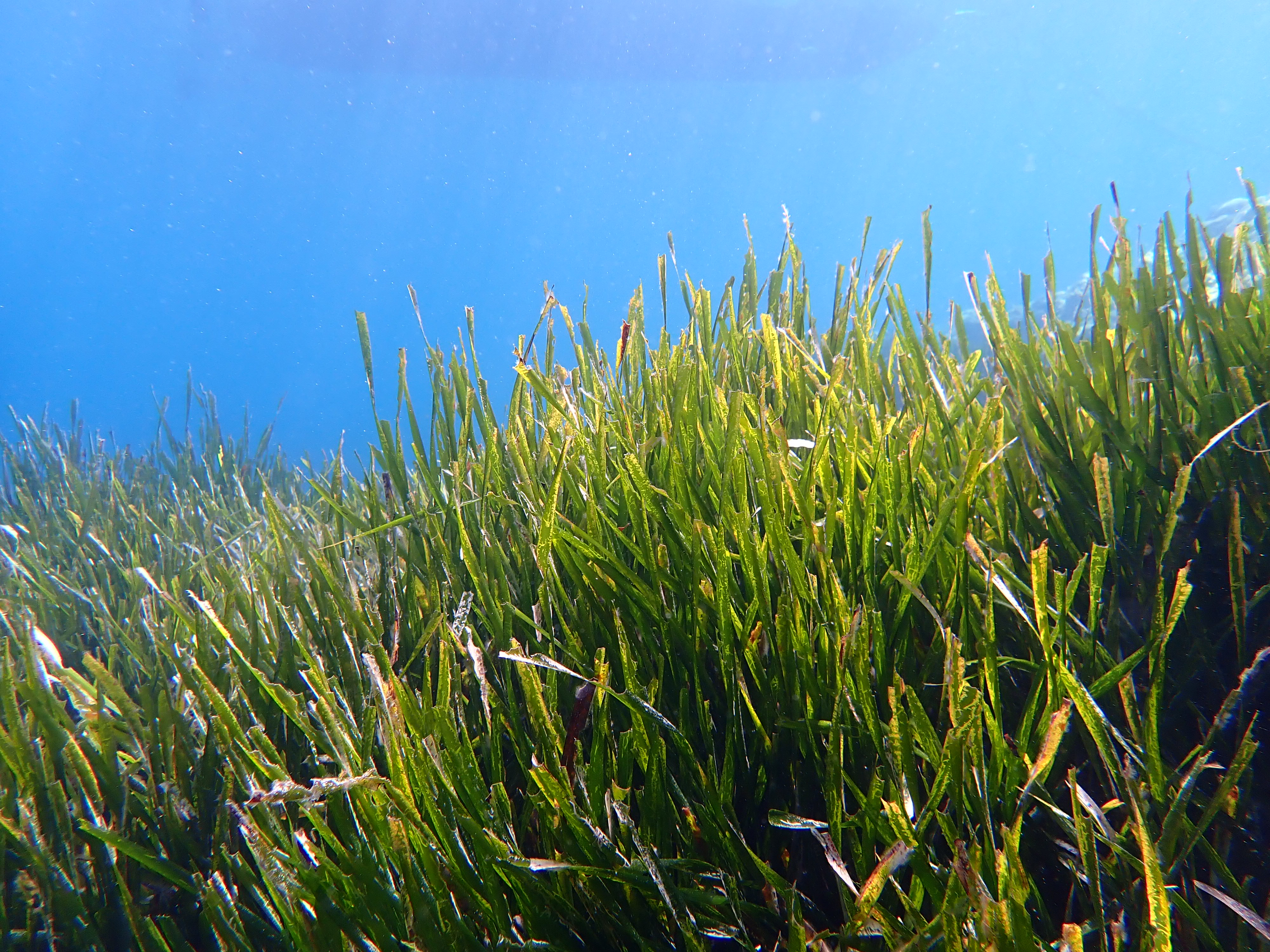
Posidonia oceanica (Posidoniaceae)
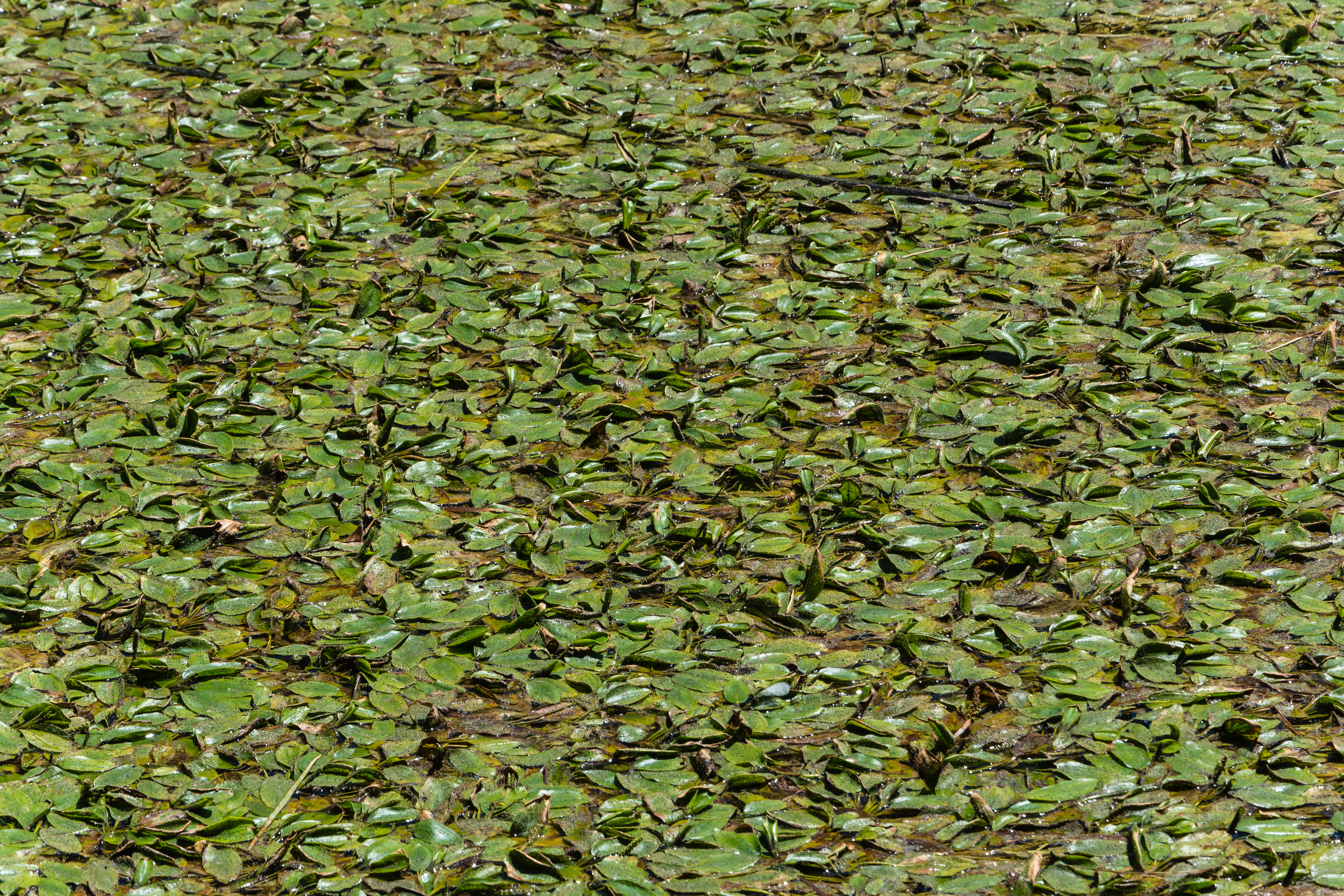
Potamogeton nodosus (Potamogetonaceae)
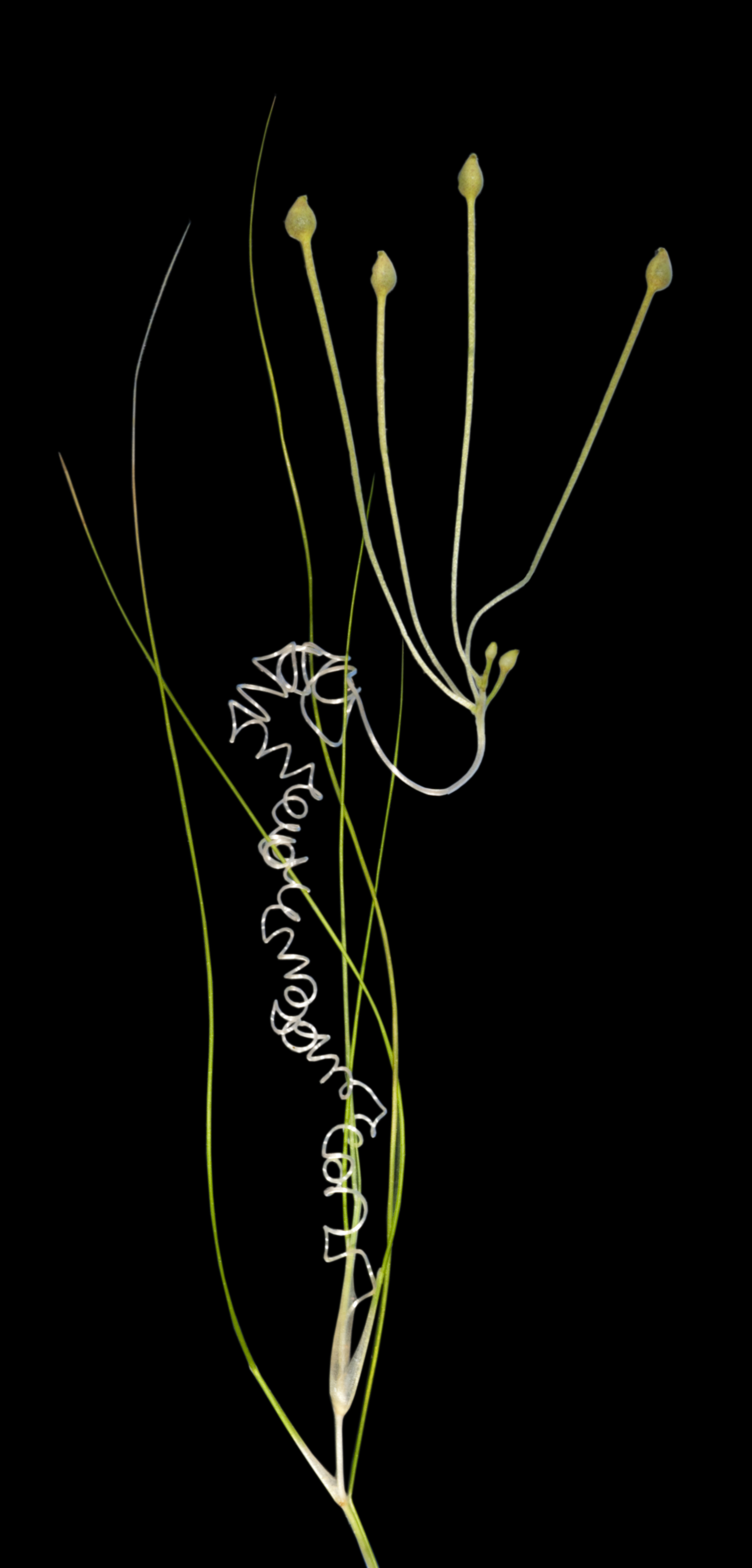
Ruppia polycarpa (Ruppiaceae)
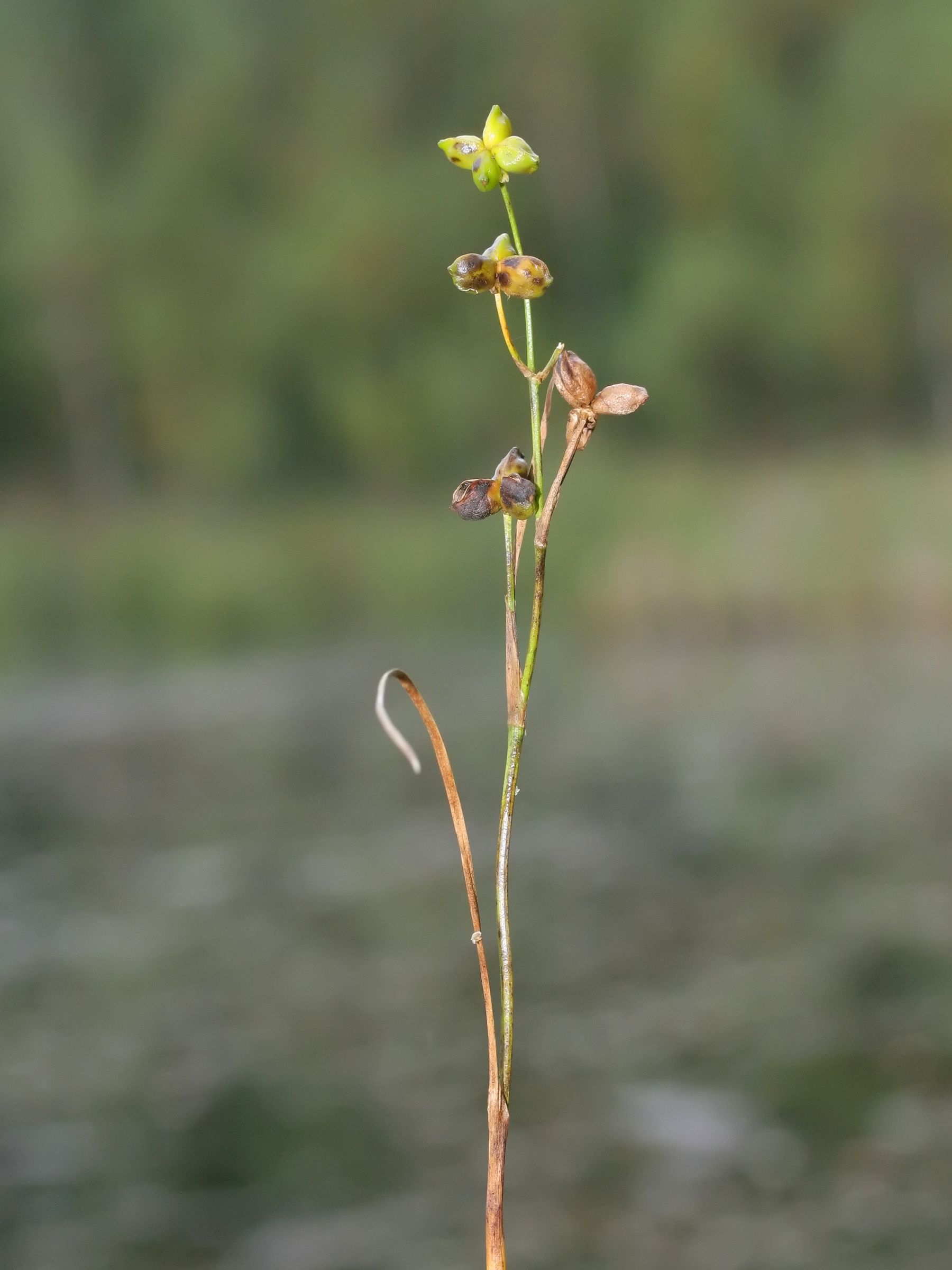
Scheuchzeria palustris (Scheuchzeriaceae)
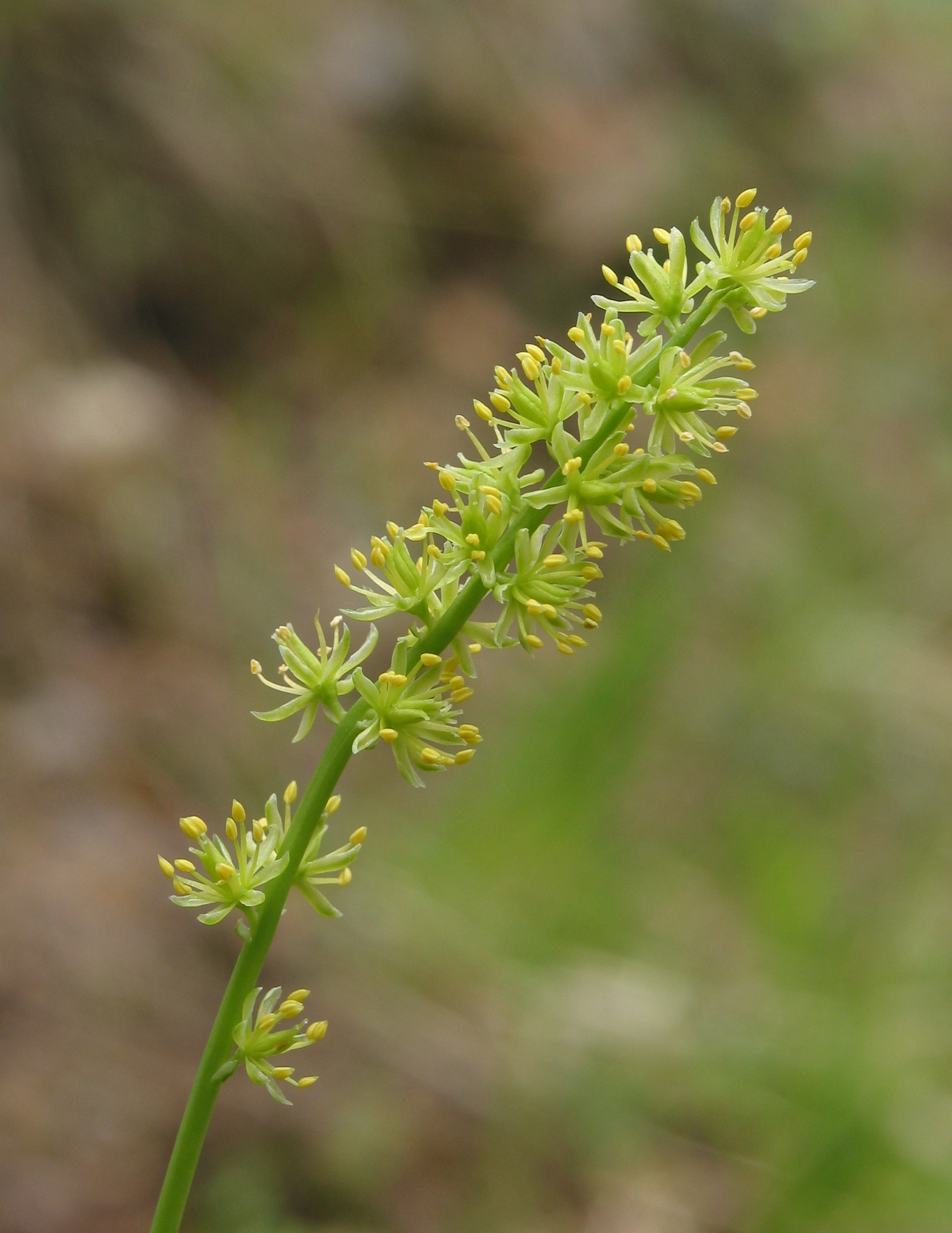
Tofieldia calyculata (Tofieldiaceae)
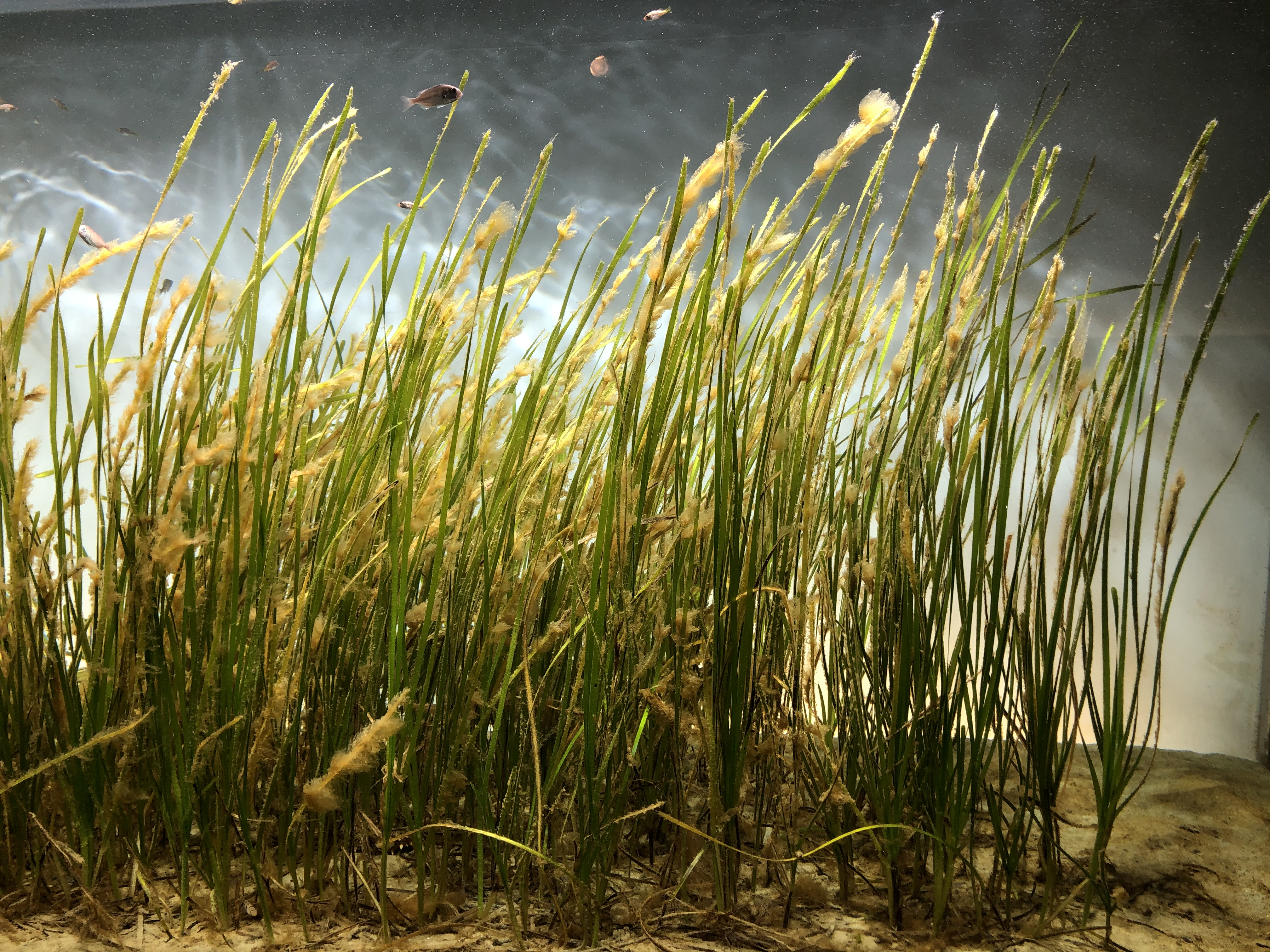
Zostera marina (Zosteraceae)